# Sacrament
Sacrament je četvrti studijski album američkog heavy metal sastava Lamb of God, objavljen 22. kolovoza 2006. godine.

## O albumu
Album se nalazio na 8. mjestu Billboard 200 top ljestvice, s prodanih 63.000 primjeraka u prvom tjednu. Također je bio najprodavaniji metal album 2006., te je od magazina Revolver dobio nagradu za album godine. Istu nagradu dobili su i tri godine ranije, za album As the Palace Burn. Pjesma "Redneck" je bila nominirana za Grammy u kategoriji za najbolju metal izvedbu godine, no nagradu je na kraju odnio sastava Slayer. Objavljeno je i delux izdanje albuma s dva spota, te snimkama sa snimanja albuma.

## Popis pjesama
| 1.    | »Walk with Me in Hell«    | 5:11 |
| 2.    | »Again We Rise«           | 4:30 |
| 3.    | »Redneck«                 | 3:41 |
| 4.    | »Pathetic«                | 4:31 |
| 5.    | »Foot to the Throat«      | 3:13 |
| 6.    | »Descending«              | 3:35 |
| 7.    | »Blacken the Cursed Sun«  | 5:28 |
| 8.    | »Forgotten (Lost Angels)« | 3:05 |
| 9.    | »Requiem«                 | 4:10 |
| 10.   | »More Time to Kill«       | 3:36 |
| 11.   | »Beating on Death's Door« | 5:06 |
| 46:14 |                           |      |

## Zasluge
Lamb of God
- Randy Blythe - vokal
- Mark Morton - prva i ritam gitara
- Willie Adler - prva i ritam gitara
- John Campbell - bas-gitara
- Chris Adler - bubnjevi, udaraljke

Ostalo osoblje
- Vlado Meller – mastering (pjesma 3.)
- Brian Gardner – mastering
- K3N – grafički dizajn
- Josh Wilbur – snimanje (bubnjevi, gitara)
- Jim Feeney – snimanje (vokali)
- Machine – produkcija, snimanje, mix
- Ian Whalen – snimanje (gitara)